# Glecia Bear
Glecia Bear o Nehiyaw (29 de abril de 1912, Green Lake, Saskatchewan - septiembre de 1998 Flying Dust First Nation) fue una cuentacuentos canadiense perteneciente a la etnia nativa cree, y escritora infantil con Freda Ahenakew.

## Obras
- Kthkominawak otbcimowiniwbwa/ La vida de nuestras abuelas, según lo dicho en sus propias palabras (1992)
- Wanisinwak iskwesisak : awasisasinahikanis = Dos niñas perdidas en el monte: una historia para niños cree (1991)[1]